# Pseudophryne dendyi
Pseudophryne dendyi (tên tiếng Anh: Southern Toadlet) là một loài ếch trong họ Myobatrachidae. Chúng là loài đặc hữu của Úc.
Các môi trường sống tự nhiên của chúng là các khu rừng ôn hòa, vùng đồng cỏ ôn đới, sông, sông có nước theo mùa, đầm nước, và đầm nước ngọt có nước theo mùa.

## Hình ảnh

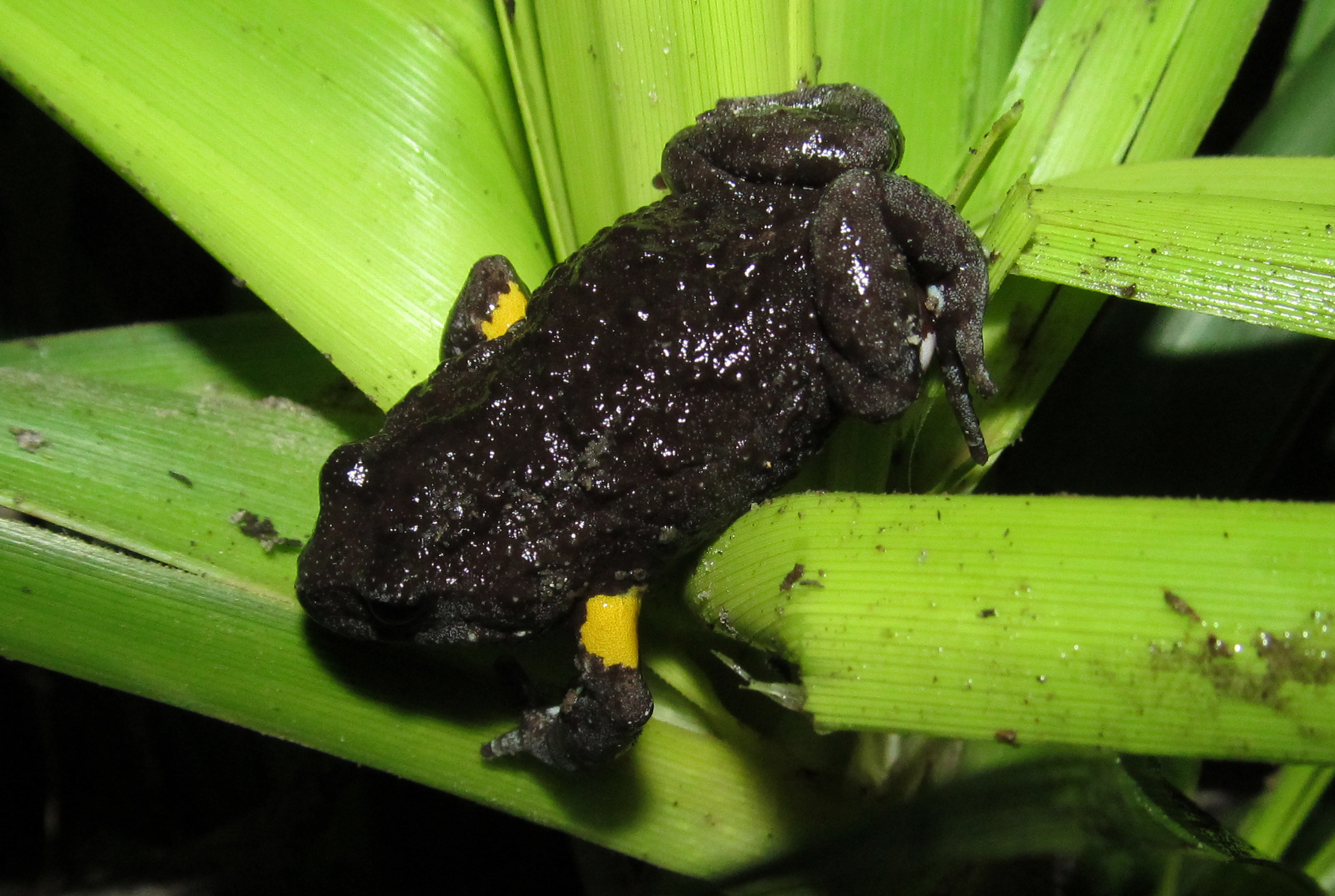